# Gorzone (canale)
Il Gorzone (in veneto Gorzon) è un canale artificiale della lunghezza di 70 km che attraversa le province di Padova e Venezia.

## Percorso
Inizia come prosecuzione del fiume Fratta, che prende il nome di Gorzone dopo il Ponte delle Tre Canne di Vighizzolo d'Este. Tra i maggiori affluenti si cita il canale Santa Caterina, ultimo tratto del sistema Agno-Guà-Frassine-Brancaglia, ma riceve anche le acque dei vari scoli di bonifica della pianura vicentina, padovana e veneziana.
Confluisce infine nel Brenta nei pressi di Chioggia, a poca distanza dalla foce del Bacchiglione.

## Storia
I lavori di costruzione, iniziati nel 1557, terminarono nel 1572 e, il 21 aprile, si procedette al taglio ad Anguillara Veneta di un antico argine, denominato Argine vecchio del Gorzon, per consentire alle acque provenienti dal lago di Vighizzolo e, soprattutto, dall'antico lago della Griguola (che si estendeva nei territori di Pozzonovo, Stroppare e Stanghella) di defluire nell'Adriatico.